# 石丸修平
石丸 修平（いしまる しゅうへい、1979年10月18日 - ）は、日本の社会起業家。福岡地域戦略推進協議会（FDC）事務局長。

## 来歴
福岡県飯塚市出身、九州国際大学付属高校卒、専修大学法学部卒。経済産業省、プライスウォーターハウスクーパース（PwC）等を経て、2015年4月より福岡地域戦略推進協議会（FDC）事務局長。アビスパ福岡アドバイザリーボード（経営諮問委員会）委員長、九州大学科学技術イノベーション政策教育研究センター（CSTIPS）客員教授、九州大学地域政策デザインスクール理事、Future Center Alliance Japan（FCAJ）理事、九州経済連合会規制改革推進部会長等を歴任。中央省庁や地方自治体の委員など公職も多数務める。
著書に「超成長都市「福岡」の秘密 世界が注目するイノベーションの仕組み（日本経済新聞出版）」。
2021年10月、世界経済フォーラム及び国際官民連携ネットワークによる「Agile50」（公共部門においてイノベーションを推進し、世界からガバナンスに変革を起こしているリーダー）として、「破壊的変革を導く世界で最も影響力のある50人」に選出される。

## 著書等
- 「超成長都市「福岡」の秘密–世界が注目するイノベーションの仕組み[2]」日本経済新聞出版社
- 「福岡市における低炭素都市形成に向けて」財団法人福岡アジア都市研究所
- 「地域政策におけるクラブチームの役割に関する一考察–Jリーグ「アビスパ福岡」の事例を中心に–[3]」公益財団法人福岡アジア都市研究所
- 「産学官民が一体となった「地方創生」の可能性　–「福岡地域戦略推進協議会（Fukuoka D.C.）」をケースに–[4]」公益財団法人福岡アジア都市研究所
- 「地方創生における「ソーシャル・インパクト・ボンド（SIB）」活用の可能性と中間支援組織の役割[5]」公益財団法人福岡アジア都市研究所